# Carlton Carriage Company

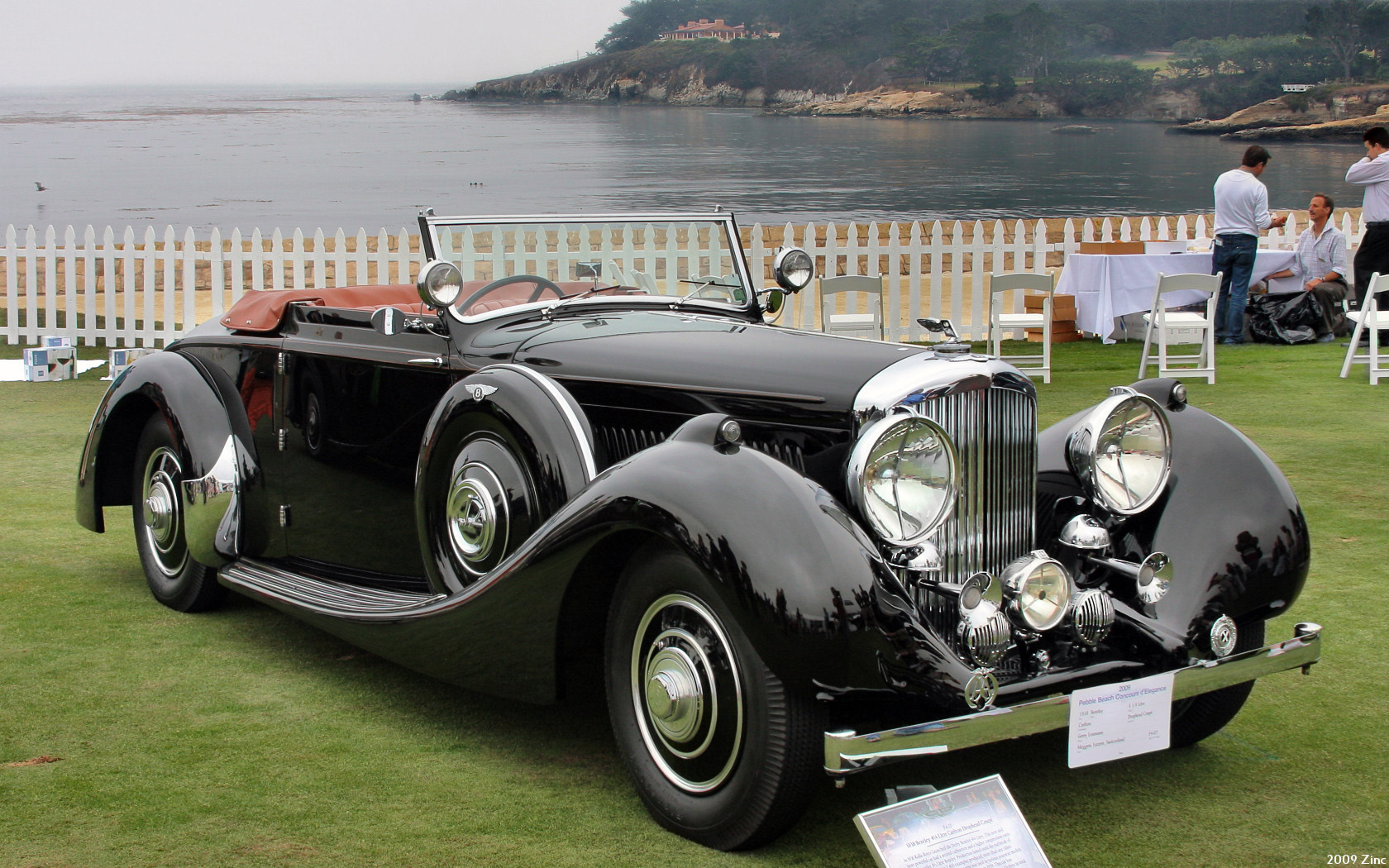
Bentley 4 1/4 Litre (1938) mit Carlton-Karosserie

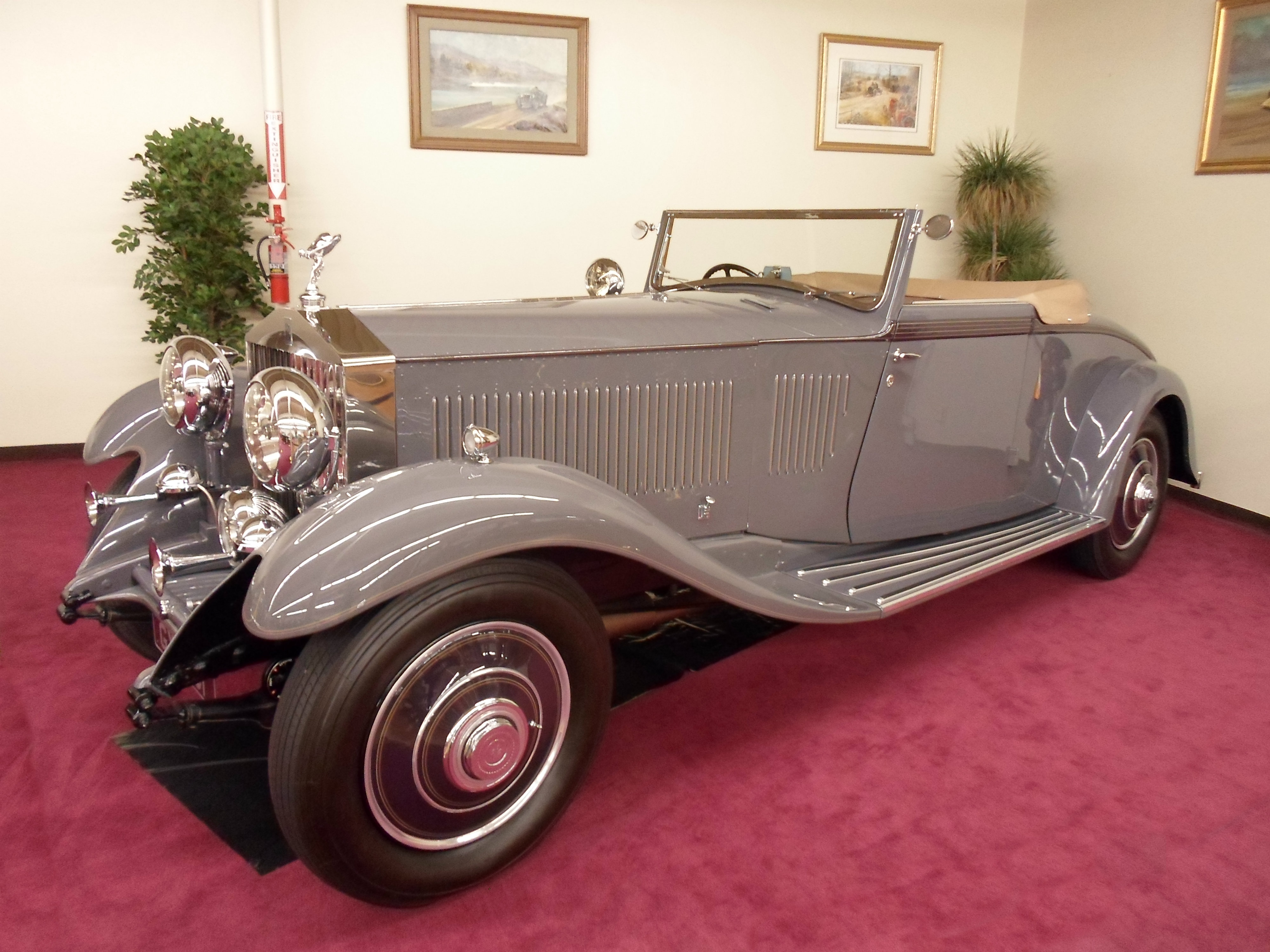
Rolls-Royce Phantom II mit Carlton-Karosserie

Die Carlton Carriage Company (anfänglich: Kelvin Carriage) war ein britischer Hersteller von Automobilkarosserien, der in der Zeit zwischen den Weltkriegen Sonderaufbauten für die Fahrgestelle britischer und amerikanischer Automobilmarken entwarf und fertigte. Einige von ihnen wurden in kleiner Serie hergestellt, andere blieben Einzelstücke.

## Unternehmensgeschichte
Carlton Carriage geht auf den im Londoner Stadtteil Kilburn ansässigen Karosseriehersteller Motor Car Industries zurück. 1924 trennten sich die Inhaber von Motor Car Industries. Einer von ihnen übernahm die Werkshallen von Motor Car Industries und setzte den Betrieb fort, nachdem das Unternehmen in Progressive Coach & Motor Body umbenannt worden war; 1929 erhielt es schließlich die Bezeichnung Mayfair Carriage. Der andere Inhaber gründete in einem benachbarten Stadtteil ein neues Unternehmen, das anfänglich als Kelvin Carriage firmierte, ohne überregionale Bekanntheit zu erreichen.  Als 1925 ein neuer Mehrheitseigentümer in das Unternehmen einstieg, erhielt es die Bezeichnung Carlton Carriage. 1931 und 1937 wurde der Betrieb erneut verkauft; der letzte Eigentümer, D.C.G. Trench, führte ihn bis in die 1960er-Jahre hinein.
In den 1920er-Jahren war Carlton eng mit Waverley Cars verbunden; die Werkstätten Carltons befanden sich zu dieser Zeit auf dem Werksgelände von Waverley. Wenig später begann Carlton, eigene Aufbauten für Chassis von Großserienherstellern wie Buick, Chrysler, Essex, Hudson, Oldsmobile und Pontiac anzubieten. Daneben entstanden in kleiner Serie Aufbauten für gehobene Marken wie Humber und Talbot, die jeweils von den Vertragshändlern der Marken vertrieben wurden. Aufgrund starker Konkurrenz in Carltons Marktsegment gingen die Einnahmen des Unternehmens zu Beginn der 1930er-Jahre zurück. Carlton konzentrierte sich daraufhin auf Arbeiten im Subunternehmerverhältnis. Das Unternehmen nahm zunächst Aufträge von Offord & Sons an, einem renommierten Carrossier aus dem Londoner West End, der zwar eine Designabteilung hatte, aber keine eigenen Werkstätten unterhielt; später bestand ein ähnliches Verhältnis zur Connaught Motor & Carriage Company. Neben diesen Subunternehmertätigkeiten fertigte Carlton bis 1939 im Auftrag einzelner Kunden weiterhin individuelle Aufbauten, wobei in diesen Fällen vornehmlich Chassis exklusiver Hersteller wie Bentley, Delage, Hispano-Suiza und Rolls Royce verwendet wurden. Diese Fahrzeuge blieben jeweils Einzelstücke. 
Im Zweiten Weltkrieg kam die Karosseriefertigung bei Carlton zum Erliegen. Nach Kriegsende wurde sie nicht wieder aufgenommen. Das Unternehmen bestand bis 1965 als Reparaturwerkstatt für Automobile.